# Condivisione

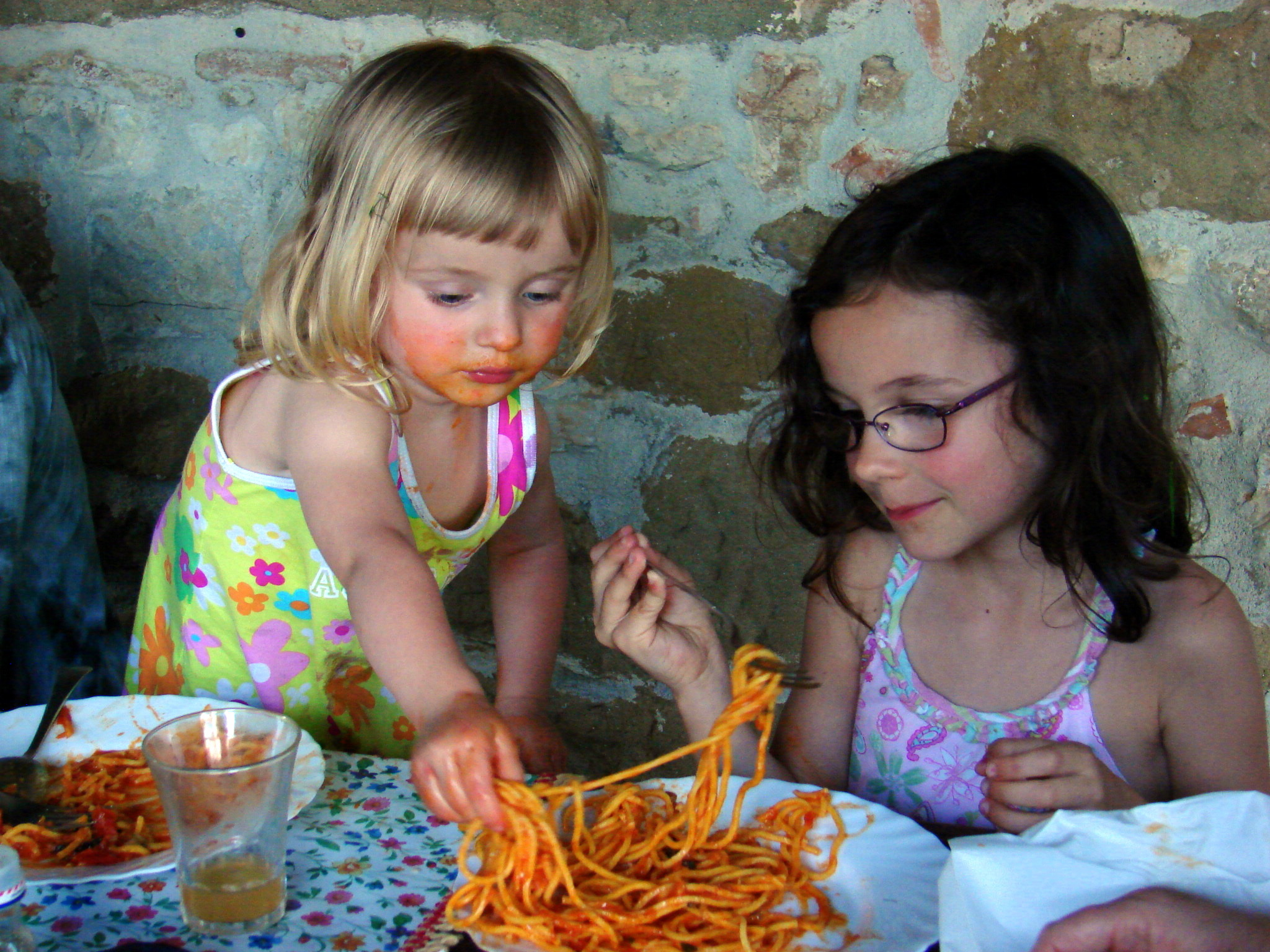
Condivisione del cibo

La condivisione è l'utilizzo in comune di una risorsa di un bene o di conoscenza. Il concetto è anche correlato al processo di dividere e distribuire. Oltre a questi usi ovvi, che possiamo osservare nell'attività umana, vi sono altri esempi che si possono trovare in natura. Quando un organismo si nutre o respira, gli organi interni sono costruiti in modo tale da dividere e distribuire l'energia in ingresso e rifornire le parti del corpo che ne necessitano. In senso lato, si può riferire al libero uso di un bene, come di un'informazione.

## Evoluzione ideologico/filosofica
(Raj Patel, Il valore delle cose e le illusioni del capitalismo, pp.158-159)
Nel dibattito filosofico del XXI secolo, il tema della condivisione è strettamente intrecciato ai temi delle problematiche economiche e sociali.
La crisi economica che si è accentuata a partire dal 2008 ha favorito il dibattito di filosofi e sociologi sui temi della condivisione e del solidarismo, intesi come possibili vie per risolvere molti dei problemi del mondo moderno e liberare la buona volontà degli uomini. Sostituendosi alla competizione, all'avidità e all'egoismo, la condivisione e la cooperazione vengono inoltre considerate le vie d'accesso più importanti alla felicità dei singoli e dei gruppi, essendo in grado di favorire un clima più sereno, grazie al quale può essere apprezzata meglio la bellezza delle relazioni e il rispetto per l'ambiente.
(Raj Patel, Il valore delle cose e le illusioni del capitalismo, p.7.)

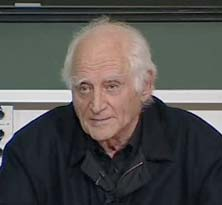
Michel Serres

Il recente terremoto finanziario e borsistico offre per esempio al filosofo Michel Serres l'occasione per riflettere in generale sul fenomeno della crisi. A suo giudizio, quando si vive una crisi, nessun ritorno indietro è possibile. Bisogna inventare qualcosa di nuovo e avere il coraggio di voltare pagina. Ciò che invece colpisce è secondo lui l'assenza di cambiamento delle istituzioni nonostante i grandi sconvolgimenti che negli ultimi decenni hanno trasformato l'umanità. Egli individua in tale fenomeno la vera crisi, dalla quale occorrerebbe partire per ripensare il passato, mettere in discussione il rapporto che gli uomini hanno fra di loro e con il mondo. Lo scenario di idee che si apre a partire da considerazioni affini porta a individuare nella condivisione un nuovo atteggiamento possibile per fare fronte a una crisi che non è solo economica o pertinente al mondo finanziario, ma che coinvolge direttamente il sistema dei valori etici.
Proprio a partire da un ripensamento dei valori etici si muove la riflessione del sociologo Gianpaolo Fabris, secondo il quale, in una fase di preoccupante divario tra economia e società, è possibile parlare di un cambiamento «nell'antropologia dei consumi e stili di vita», che tendono progressivamente verso nuove dimensioni di condivisione. Secondo Fabris la “crescita economica”, così come si è tradizionalmente manifestata, non produce più benessere né migliora la qualità della vita degli individui, i quali si orienterebbero sempre di più verso una cultura del dono: «È la tendenza, davvero epocale a sostituire il possesso con l'uso, l'acquisto con il noleggio, la proprietà con l'accesso. Un orientamento che segna una vistosa presa di distanza dal feticismo dell'oggetto, dalla sua tesaurizzazione, dalla simbologia di status, dal possesso che fa aggio sulla fruizione, dall'accumulazione compulsava: i cardini cioè più inquietanti della società dei consumi».
(Gianpaolo Fabris, La società post-crescita, p.51.)

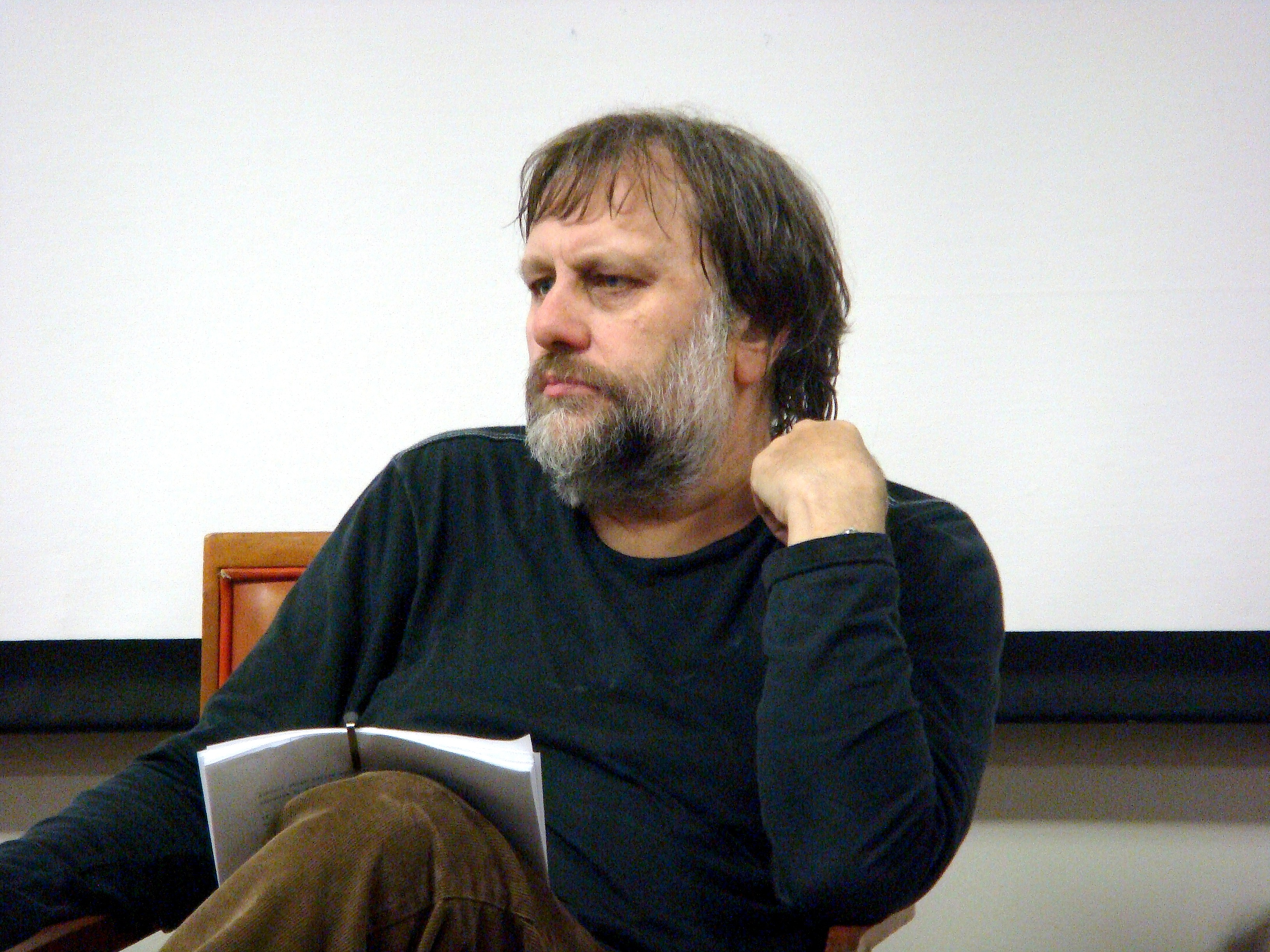
Slavoj Žižek

Il filosofo e psicanalista Slavoj Žižek, che si inserisce nella tradizione filosofica marxista rivisitata in chiave psicanalitica secondo la prospettiva di Jacques Lacan, affronta temi quali la tolleranza, l'etica politica, la globalizzazione e i diritti umani, arrivando a considerare possibile il vivere una vita più soddisfacente e ricca di emozioni positive a partire da nuove categorie di pensiero con le quali interpretare le relazioni interpersonali e la vita sociale. La condivisione può essere una di queste categorie, favorendo la rottura di vecchi modi di pensare e una proiezione verso il futuro capace di tenere conto della dimensione collettiva e non solo quella individuale.
(Slavoj Žižek, Dalla Tragedia alla farsa, p.17)
Il filosofo Andrea Braggio riconsidera l'ecosocialismo di Willy Brandt in chiave metafisica mettendo in evidenza la capacità dell'uomo di svelare il proprio potenziale creativo e giungere alla felicità cooperando assieme agli altri uomini per la ricostruzione di ogni settore delle attività umane. Nell'accettazione del principio di condivisione risiede la risposta alla crisi politica ed economica che l'umanità sta attraversando e il primo passo per creare le condizioni sociali di un mondo più giusto. Il mondo è pronto ad accogliere nuovi modelli, più adeguati ai bisogni reali della gente ovunque, che poggiano sulla coesione, sull'unità delle persone e sulla loro interdipendenza. Gli attuali problemi dell'uomo sono risolvibili a patto che questi accetti il principio di condivisione e individui nell'autocompiacenza e nei propri interessi individualistici ed egoistici gli ostacoli principali da superare: «Come prima cosa dobbiamo imparare a essere uomini. Ed essere uomini significa riconoscere il valore della condivisione e prendere i bisogni del proprio fratello come misura per le proprie azioni, senza mai dimenticare che gli altri esistono in noi, come noi esistiamo negli altri». Secondo Braggio, molto presto saremo tutti chiamati a scegliere tra due diversi modi di risolvere gli attuali problemi e di intendere la vita economica e politica: l'egoismo, la competizione e gli inefficaci vecchi metodi dei governi da una parte e la condivisione e l'unità, la cooperazione e il servizio dall'altra.

Al di là del problema dei diritti fondamentali dell'uomo, la crisi economica odierna, la cui diffusione è globale, sarebbe la dimostrazione del fallimento del pensiero neoliberista, oltre che un valido motivo per non proseguire secondo le logiche di mercati ai quali è stata lasciata troppa libertà d'azione e che hanno sempre sfruttato in modo gratuito le risorse del pianeta, sottovalutando sistematicamente i servizi degli ecosistemi che lo tengono in vita.
Come per altri filosofi, i temi del dono, della solidarietà e di uno stile di vita sobrio, caratterizzato da meno consumi materiali e più ricchezza interiore, giocano un ruolo chiave nel pensiero di Braggio, il quale crea le premesse per una filosofia della condivisione che rivaluta l'uomo in quanto essere spirituale, capace di andare oltre il proprio ego e di dare un senso alla propria vita prendendosi cura degli altri. Tale indagine affronta il problema dell'essere felici in una società dominata dalla tendenza sempre più marcata a considerare l'uomo un semplice consumatore, poco solidale verso i suoi simili e molto ripiegato in se stesso, ingranaggio di un sistema di libero mercato nel quale lo scambio di beni e servizi è guidato non dai bisogni, ma dal profitto. La felicità e la serenità sono invece condizioni possibili nel momento in cui l'uomo soddisfa i bisogni primari e, superando le proprie paure e il proprio egoismo, si apre generosamente agli altri, svolgendo una forma particolare di servizio grazie al quale dà vita a relazioni pacifiche e costruttive e mette a frutto le proprie capacità per il benessere collettivo. Ciò che dunque lo contraddistingue è il fatto che il suo desiderio di felicità include la felicità degli altri. Nella società attuale, invece, l'individuo è spinto costantemente a pensare prima a se stesso e a soddisfare una vasta gamma di desideri inutili. Egli si ritroverebbe imprigionato in un "ingranaggio edonico" (hedonic treadmill) nel quale la felicità consisterebbe nell'ottenere dei livelli di consumi sempre più elevati, nell'illusione che il sovrappiù e il superfluo possano davvero appagarlo.
(Serge Latouche, Come si esce dalla società dei consumi, pp.69-70)

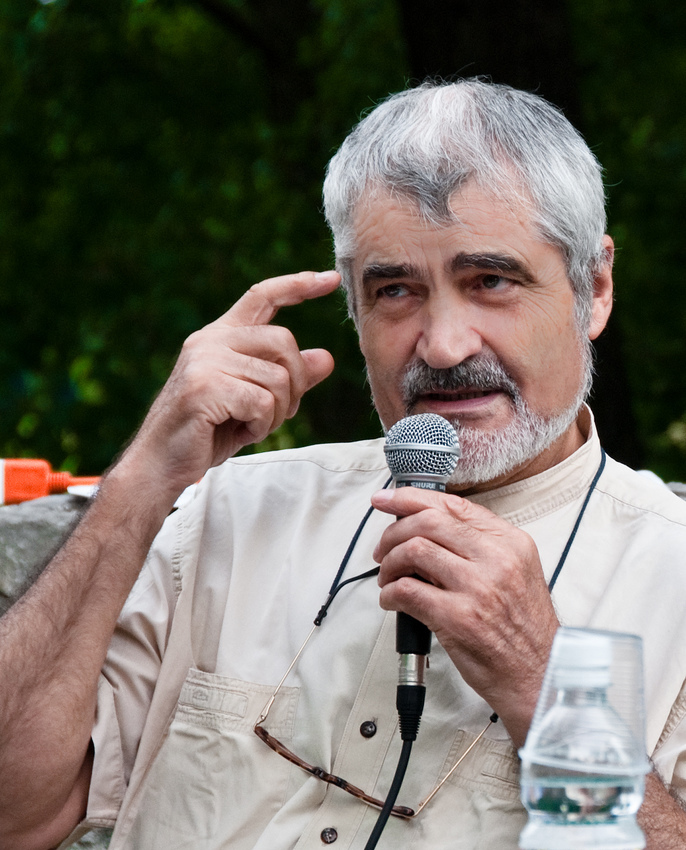
Serge Latouche

Accolte con favore da molti pensatori, fra i quali il filosofo ed economista Serge Latouche, queste considerazioni incentrate sulla condivisione stimolano un ripensamento dell'odierno sistema economico in crisi. Come prima cosa, sottolineano l'importanza di sostituire ai valori della società mercantile – concorrenza feroce, ognuno per sé, accumulazione senza limiti – e alla mentalità predatrice nei rapporti con la natura, i valori dell'altruismo, della reciprocità, della convivialità e del rispetto dell'ambiente.

Questa sostituzione di valori da rivendicare, che dovrebbero avere la meglio sui valori (o, come sostiene Latouche, sulla mancanza di valori) oggi dominanti, rientrano nella prima delle otto «R» principali, indicanti gli otto cambiamenti od obiettivi teorici interdipendenti che si rafforzano reciprocamente e che insieme costituiscono il circolo virtuoso che può innescare «un processo di decrescita serena, conviviale e sostenibile»: rivalutare, riconcettualizzare, ristrutturare, ridistribuire, rilocalizzare, ridurre, riutilizzare, riciclare.

Pur presentandosi come un'utopia, il progetto politico della decrescita tenta di esplorare le possibilità oggettive della sua realizzazione. Esso «presume un progetto fondato su un'analisi realistica della situazione, anche se questo progetto non è immediatamente traducibile in obiettivi realizzabili. Quello che si ricerca è la coerenza teorica generale. Se per comodità di esposizione si indicano delle tappe, queste non devono essere considerate come una sorta di agenda. Il calendario viene dopo. È in questo modo che va inteso il circolo delle otto «R» e le prospettive che ne derivano».

Il petrolio e gli altri combustibili fossili, le fonti energetiche su cui si basa l'odierno stile di vita nei paesi dell'Occidente, sono in via di esaurimento, e le tecnologie da essi alimentate stanno diventando obsolete. Intanto, i mali che affliggono il mondo globalizzato – crisi economica, disoccupazione, povertà, fame e guerre – sembrano aggravarsi anziché risolversi. A peggiorare le cose, si profila all'orizzonte un cambiamento climatico provocato dalle attività industriali e commerciali ad alte emissioni di gas serra, che potrebbe molto presto mettere a repentaglio la vita dell'uomo sul pianeta. Secondo Latouche, gli uomini devono scegliere al più presto se continuare sulla strada che li ha portati a un passo dal baratro, o provare a imboccarne coraggiosamente un'altra, che implica il passaggio «dalla fede nel dominio sulla natura alla ricerca di un inserimento armonioso nel mondo naturale». Solo quando gli esseri umani cominceranno a pensarsi come un'estesa famiglia globale, che non include solo la loro specie ma anche tutti i loro compagni di viaggio nel cammino evolutivo della terra, saranno in grado di salvare la loro comune biosfera e rinnovare il pianeta per le future generazioni.

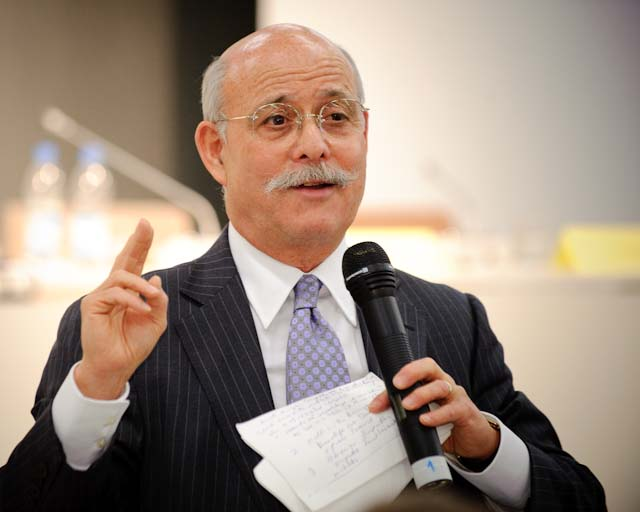
Jeremy Rifkin (2009)

Anche l'economista Jeremy Rifkin concorda sul fatto che l'esplosione demografica ed economica dei paesi emergenti unita alla diminuzione delle energie fossili porterà in breve tempo a un drammatico problema di sostenibilità della società industriale. Dopo trent'anni di studi e di attività sul campo, Rifkin individua nella Terza rivoluzione industriale la via verso un futuro più equo e sostenibile, dove centinaia di milioni di persone in tutto il mondo produrranno energia verde a casa, negli uffici e nelle fabbriche, e la condivideranno con gli altri, proprio come adesso condividono informazioni tramite Internet. Questo nuovo regime energetico, non più centralizzato e gerarchico ma distribuito e collaborativo, dovrà poggiare su cinque pilastri: la definitiva scelta dell'efficienza energetica e delle fonti rinnovabili; la trasformazione del patrimonio edilizio in impianti di microgenerazione; l'applicazione dell'idrogeno e di altre tecnologie di immagazzinamento dell'energia in ogni edificio; l'unificazione delle reti elettriche dei cinque continenti in una inter-rete per la condivisione dell'energia; la riconversione dei mezzi di trasporto, pubblici e privati, in veicoli ibridi ed elettrici e con cella a combustibile per acquistare e vendere energia.

La Terza rivoluzione industriale rappresenterebbe l'ultima fase della grande saga industriale e la prima di un'emergente era caratterizzata dalla condivisione. Essa non sarebbe altro che «l'interregno fra due periodi della storia economica: il primo caratterizzato dal comportamento industrioso e il secondo dal comportamento collaborativo». Se l'era industriale poneva l'accento sui valori della disciplina e del duro lavoro, sul flusso dell'autorità dall'alto al basso, sull'importanza del capitale finanziario, sul funzionamento dei mercati e sui rapporti di proprietà privata, l'era della collaborazione e della condivisione, radicale svolta della storia economica, non potrà che essere orientata secondo Rifkin all'interazione da pari a pari, al capitale sociale, alla partecipazione a domini collettivi aperti, all'accesso alle reti globali.
Il punto è che l’aumento della connettività ci sta rendendo sempre più consapevoli di tutti i rapporti che compongono un mondo così complesso e vario. Una nuova generazione sta cominciando a vedere il mondo sempre meno come un deposito di beni da espropriare e possedere, e sempre più come un labirinto di relazioni cui accedere. In che modo, dunque, sceglieremo di usare la nostra coscienza relazionale appena acquisita? È interessante notare come, proprio mentre cominciamo a sviluppare una consapevolezza relazionale della coscienza, cominciamo anche a capire la natura relazionale delle forze che governano il pianeta»
(Jeremy Rifkin, La civiltà dell’empatia, p.550)
La democratizzazione dell'energia diviene uno dei punti chiave della nuova visione sociale distribuita. L'accesso all'energia diventa un diritto sociale inalienabile nell'era della Terza rivoluzione industriale. Il Novecento ha visto l'estensione delle garanzie politiche e l'allargamento delle opportunità educative ed economiche a milioni di persone in tutto il mondo. Nel ventunesimo secolo anche l'accesso individuale all'energia diventa un diritto sociale e umano. Secondo Rifkin, ogni essere umano deve avere il diritto e l'opportunità di produrre la propria energia localmente e di condividerla con altri in interreti locali, nazionali e continentali. Per una nuova generazione che sta crescendo in una società meno gerarchica e più interconnessa, la capacità di condividere e produrre la propria energia in una interrete a libero accesso sarà considerata un diritto e una responsabilità primaria.
(Raj Patel, Il valore delle cose e le illusioni del capitalismo, p.33)

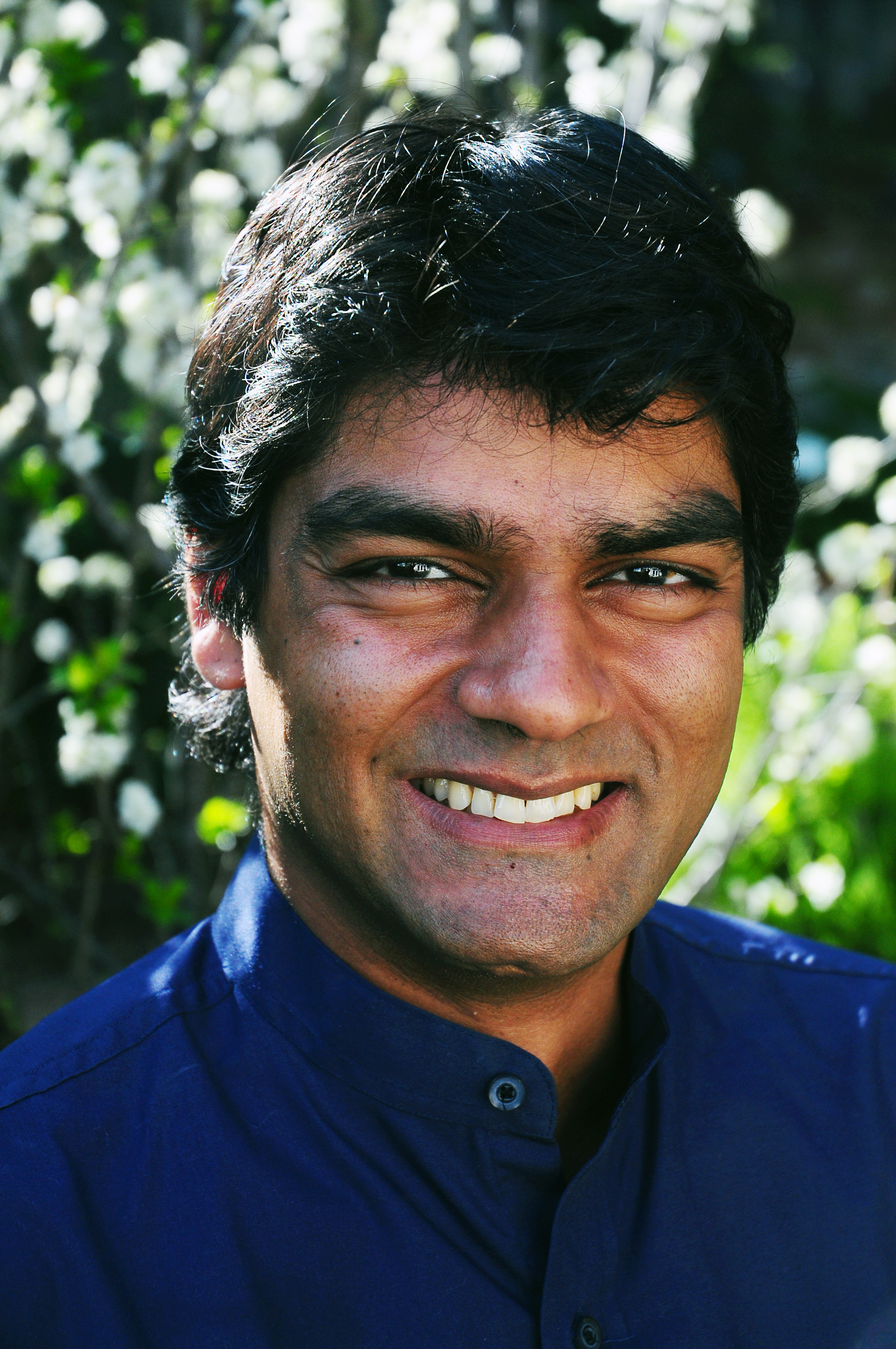
Raj Patel

In linea con il pensiero della giornalista e scrittrice Naomi Klein, l'economista, accademico e attivista Raj Patel esamina in modo critico i dogmi dell'economia liberista e vede nella presente crisi finanziaria la naturale continuazione della lotta per le risorse, per la proprietà e per il potere politico, che risale alla privatizzazione delle terre comuni nei primi decenni della rivoluzione industriale inglese. Nonostante l'opinione diffusa sia che prima o poi l'economia mondiale tornerà alla normalità, la realtà è che la crisi finanziaria è la normalità di un sistema che non può funzionare così come è strutturato. Secondo lo studioso della crisi alimentare mondiale, occorre invece puntare su vere e proprie alternative concrete alla proprietà privata e al capitalismo, capaci di riconsiderare il valore reale della condivisione, in una fase di distorsione sistematica dei prezzi dei beni e d'incapacità del mercato di valutare equamente il valore del lavoro.
La condivisione ha inoltre interessato coloro che hanno creato le premesse per un discorso di ecologia spirituale (spiritual ecology). Nel superamento della diffusa mentalità consumistica, la condivisione è infatti vista in prospettiva ambientalista come una modalità concreta di vita che consiste nell'avere a cuore le sorti della natura tutelandola.
L'accademica, scrittrice e praticante buddista Stephanie Kaza riflette sulla possibilità di adottare una linea di condotta che tenga conto di una visione del mondo basata sulla comprensione dell'origine interdipendente di tutti gli eventi e, come conseguenza di ciò, la pratica di una vita non violenta e più attenta ai bisogni dell'uomo, soprattutto dell'ambiente che lo ospita. La natura e i suoi ospiti diventano così il luogo privilegiato della condivisione di valori etici portatori di armonia. Condividere significa prendere parte assieme ad altri alla vita di uno stesso ambiente naturale e vivere assieme ad altri gli stessi valori di saggezza e di compassione, propri della tradizione buddhista. Secondo Kaza, occorre individuare con maggiore attenzione l'impatto che la vita di ognuno ha sull'ambiente così da impegnarsi in iniziative pratiche in difesa della natura, non come obbligo civile astratto bensì facendo del vivere verde un percorso personale basato su un'autentica consapevolezza etica.

## Nei vari contesti

### Economia di mercato
La condivisione in senso economico slega il concetto di proprietà dal concetto di prodotto. I prodotti sono spesso venduti a qualcuno che li utilizzerà. La condivisione di un prodotto può ridurre la domanda dello stesso diminuendo il numero di persone che intendono acquistarlo. La condivisione è considerata un aiuto economico e ambientale attraverso pratiche come il carpooling. Alcuni uomini d'affari pensano che sia una minaccia a causa di un diminuito profitto. Questo ha portato a leggi come il copyright per bloccare la condivisione. L'effetto sulla profittabilità è difficile se non impossibile da calcolare poiché si basa sull'assumere alcuni assiomi sul comportamento e sulle scelte di diversi individui, divisi tra l'aumento di vendite dovute alla pubblicità data dall'uso del prodotto di un amico e l'effetto delle mancate vendite dovute all'uso stesso. Secondo altri esperti l'economia del dono può giocare un ruolo significativo nell'economia di mercato, come ad esempio il car sharing.

### Dati digitali
Il file sharing è la pratica di distribuire o provvedere l'accesso a informazioni digitali come programmi per computer, file multimediali, documenti o libri elettronici. Può essere implementato in vari modi. L'immagazzinamento, la trasmissione e la distribuzione sono metodi comuni del file sharing utilizzando media removibili, server centralizzati, documenti linkati sul World Wide Web e l'uso di reti di peer to peer.
La condivisione è un fattore chiave nello sviluppo del software libero e dell'open source con grosse implicazioni economiche. Questo ha portato alla necessità di sviluppare licenze come le Creative Commons e la GPL.

### Risorse informatiche
Il concetto di trattare e condividere le risorse informatiche è molto importante: ad esempio il time-sharing è un approccio nel quale un singolo computer viene utilizzato per fornire apparentemente più processi a molteplici utenti. La condivisione di risorse tra processi e thread è uno dei principali problemi della programmazione concorrente. La parola "sharing" è utilizzata da qualche comunità di programmatori di linguaggi funzionali per riferirsi in maniera specifica alla condivisione di memoria tra diversi dati per salvare spazio, pratica chiamata anche hash consing.